# Micrura follini
Micrura follini är en djurart som tillhör fylumet slemmaskar, och som beskrevs av Louis Joubin 1902. Micrura follini ingår i släktet Micrura och familjen Lineidae. Inga underarter finns listade i Catalogue of Life.